# Königliches Symphonieorchester von Sevilla
Das Königliche Symphonieorchester von Sevilla (spanisch Real Orquesta Sinfónica de Sevilla) (ROSS) besteht seit dem Jahr 1991 und ist das Orchester der spanischen Stadt Sevilla und seines Teatro de la Maestranza.

## Geschichte

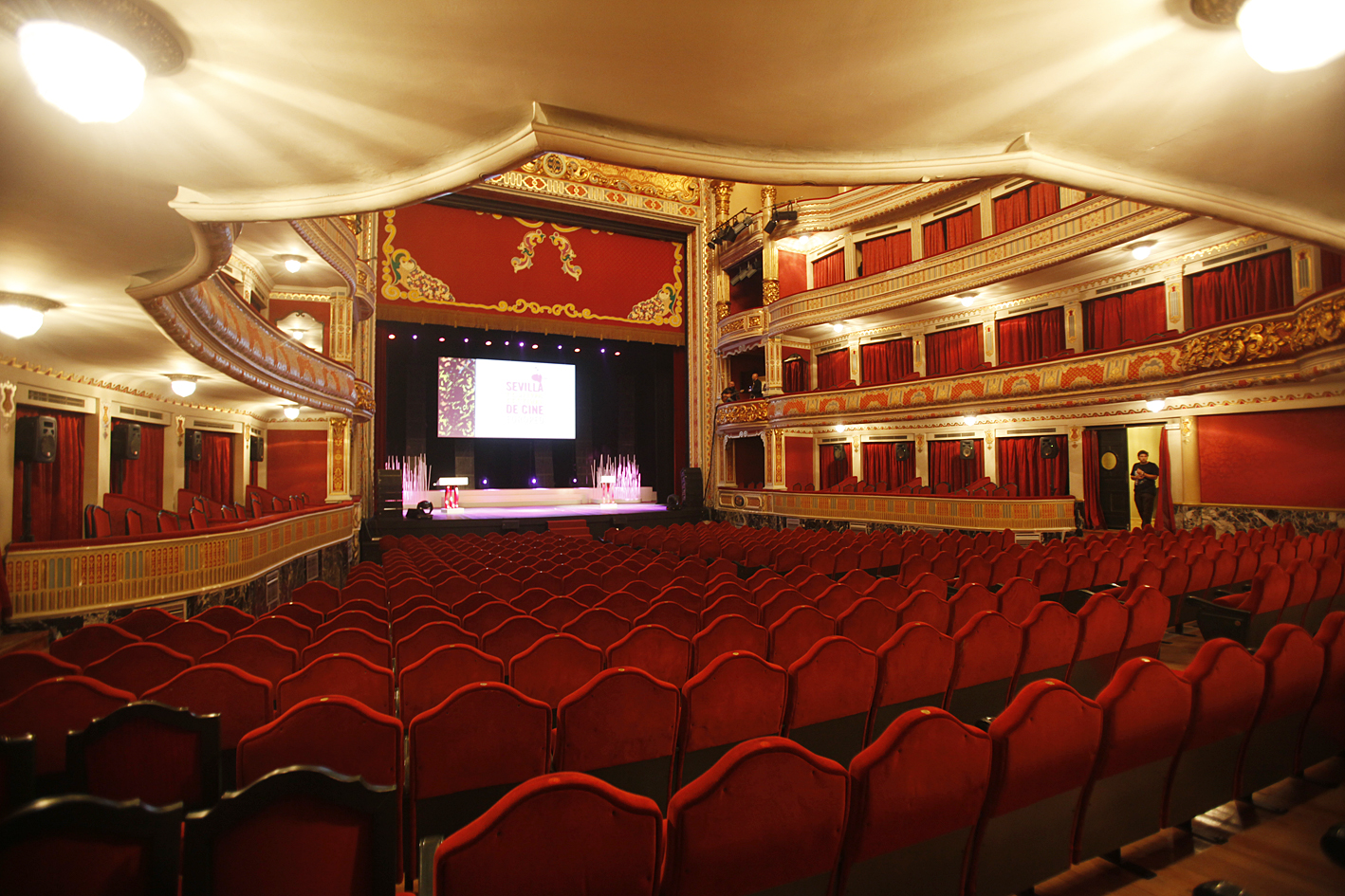
Teatro Lope de Vega

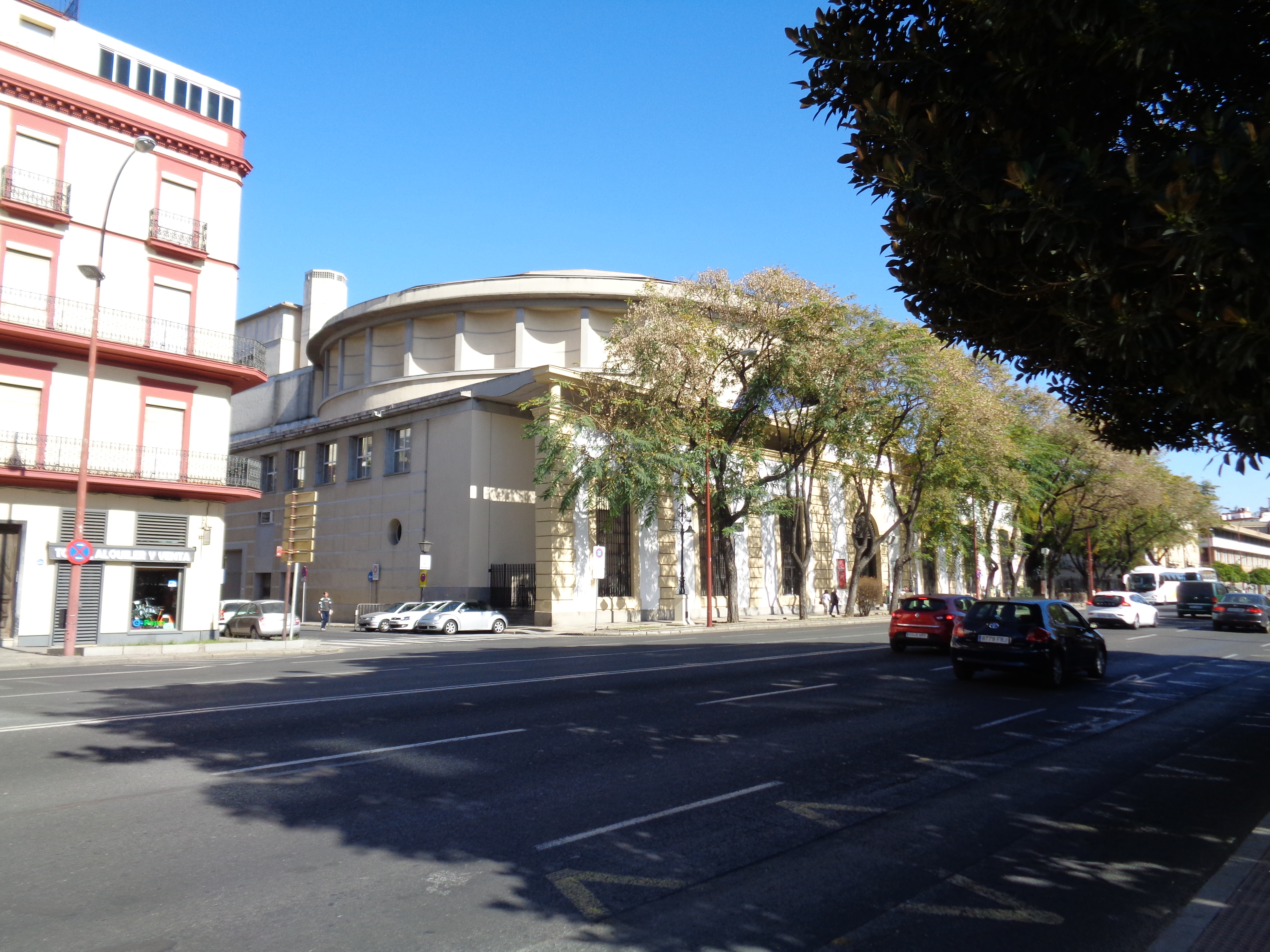
Teatro de la Maestranza

Die Gründung des Klangkörpers beruht auf einer Vereinbarung der Provinzialregierung von Andalusien (Junta de Andalucía) und der Stadtregierung von Sevilla aus dem Jahr 1990. Das erste Konzert fand am 10. Januar 1991 im Teatro Lope de Vega statt. Das Attribut Königlich wurde dem Orchester im Jahr 1995 verliehen. Das im Jahr 1991 eröffnete Teatro de la Maestranza stellt die Hauptspielstätte des Orchesters dar, sowohl für dessen Konzertreihen als auch für Opernaufführungen. Im Jahr 2008 spielte das ROSS als einziges spanisches Orchester im Kulturprogramm der Olympischen Sommerspiele 2008 in Peking, im folgenden Jahre führte eine Tournee in alle drei deutschsprachigen Länder. Ein bedeutender Schwerpunkt des Repertoires liegt auf Werken spanischer Komponisten – darunter Federico Chueca, Isaac Albéniz, Manuel de Falla und Joaquín Turina. Das Orchester bietet auch eine Reihe von Konzertprogrammen für Kinder und Jugendliche, spielt in Schulen und kümmert sich um Nachwuchs.
Der erste musikalische Leiter des Klangkörpers war der kroatische Dirigent Vjekoslav Šutej (1951–2009). Heute leitet – einstimmig gewählt von den Mitgliedern des Orchesters – der US-Amerikaner John Neal Axelrod das Ensemble. Das Orchester gehört der Asociación Española de Orquestas Sinfónicas (Assoziation spanischer Symphonieorchester) an. Es besteht eine Reihe von Tonaufnahmen, darunter Opernausschnitte von Donizetti, Rossini, Verdi, Massenet, Bizet und Puccini.

## Musikalische Leiter
- 1990–1996: Vjekoslav Šutej
- 1997–2000: Klaus Weise
- 2001–2003: Alain Lombard[5]
- 2004–2014: Pedro Halffter[6]
- Seit November 2014: John Neal Axelrod